# Blacai remeteség
A Blacai remeteség (horvátul: Pustinja Blaca) egy ősi remetelak Horvátországban, 
az azonos nevű öböltől 2 km-re, Brač szigetén, Bol és Milna között. Védett kulturális emlék. A Blacai remeteséget, mint a poljicai szerzetesek közösségét a 16. század közepén alapították a Ljubitovica-barlang alatt, a tengertől távoli völgyben. A 18. és 19. században két emeletes kőépületet építettek itt fel templommal, amely teljes berendezésével, csillagászati eszközeivel, nyomdájával, levéltárával és könyvtárával a mai napig fennmaradt. Templomában három barokk oltárkép, a remetelakban pedig a velencei iskola több 17. századi festménye található. A lakórészek mellett melléképületeket, méhészetet, istállókat és különféle eszközöket találunk. Történelmi és kulturális jelentőségével a Blacai remeteség egyedülálló kulturális műemlék Horvátországban. 

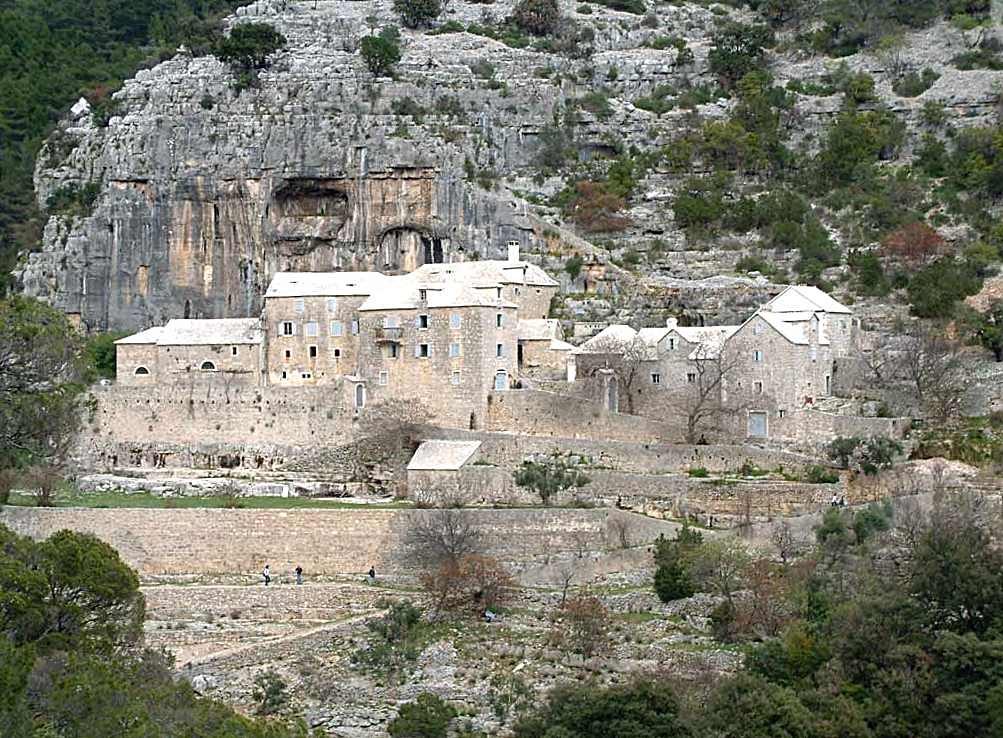
A Blacai remeteség

## Története
A 15. században, amikor a törökök megtámadták Poljicát, a poljicai papok Bračra menekültek, ahol Brač ekkori elöljárója engedélyt adott nekik a letelepedésre. 1552-ben vallási közösséget alapítottak, és elkezdték művelni a nekik adott földet. A remeték kezdetben a kővel elkerített barlangban éltek. 1570-ben engedélyt kaptak kolostor és templom építésére, folyamatosan növelve birtokaikat. Fejlesztették a kereskedelmet az öblön túl is, amelyet ma az emberek Popova valának hívtak. Több szerencsétlenség (az 1724-es tűzvész és az 1784-es nagy járvány) után a gazdaság gyengülni kezdett, és a remeték száma csökkent.
A reneszánsz épületet, amelyet egy 1724-es tűzvész eléggé megrongált, a 17. és 18. században a barokk stílusban helyreállították és bővítették, valamint harangtornyot építettek hozzá. Hvar és Brač püspöke figyelembe véve a remeték kérését, engedélyt adott számukra a remeteség megépítésére, valamint abban való lakásra, imádkozásra, felszentelésre és bűnbánat végzésére. Bármely egyházi vagy világi intézmény befolyása nélkül fogadhattak soraikba bárkit, akit csak akartak. Tagjai szerzetesek és laikusok egyaránt voltak, akik egy bizonyos idő elteltével a társak rangjára emelkedtek. Együtt vettek részt egy rangidős megválasztásán aki három éven át, ismételt választások lehetőségével gondoskodott az összes tagról és a közös ügyekről. Éltek itt szolgák és munkások is, valamint gyakran jöttek vendégek és alkalmi utazók, akiknek csak a vezető engedhette meg a tartózkodást. Petar Cedulin püspök 1621. július 12-én tett látogatása során a Blacai remeteségben megerősítette, hogy a remeték szabály szerint élik életüket, és jó testvérként minden megosztanak. A szabálykönyv megmaradt a horvát kiadásban, amelyet 1897-ben készített és adott ki saját nyomdájában id. Nikola Miličević (1869-1923),  a remeteség elöljárója. Sokáig ez a remeteség volt az egyik legerősebb gazdasági egység Brač szigetén. 
1926-tól a neves ferences csillagász Nikola Miličević (1887-1963), csillagászati megfigyeléseket végzett itt egy 175 mm-es refraktor segítségével (amely korábban a manori obszervatóriumban volt elhelyezve), egy átalakító eszközzel és több kisebb távcsővel. Kiterjedt könyvtárat gyűjtött, kiszámolta az üstökösök és az égitestek útját, kettőscsillagokat figyelt meg, új üstökösöket és csillagokat keresett. 1963-ban Miličević halálával a remeteség megszűnt. A Nemzetközi Csillagászati Unió 2005-ös határozatával két, a višnjani obszervatóriumból felfedezett aszteroidát neveztek el ennek a kivételes helynek az emlékére és tiszteletére. A 10241 Milicevicet és a 10645 Bračot.

## Galéria
- Régi zongora
- A remeteség nagyteleszkópja
- Régi kézirat
- Gramofon és nyomdagép
- Régi konyha
- Nikola Milčević csillagászati eszközeivel

## Fordítás
Ez a szócikk részben vagy egészben  a   Pustinja Blaca című horvát Wikipédia-szócikk ezen változatának fordításán alapul.  Az eredeti cikk szerkesztőit annak laptörténete sorolja fel. Ez a jelzés csupán a megfogalmazás eredetét és a szerzői jogokat jelzi, nem szolgál a cikkben szereplő információk forrásmegjelöléseként.